# Drosophila anomalipes (artgrupp)
Drosophila anomalipes är en artgrupp inom släktet Drosophila och undersläktet Hawaiian Drosophila. Artgruppen består av två arter som båda ingår i artkomplexet Drosophila anomalipes.

## Arter
- Drosophila anomalipes (Grimshaw, 1901)
- Drosophila quasianomalipes (Hardy, 1965)